# SV Silesia Freiburg
Der SV Silesia Freiburg (offiziell: Sportverein Silesia Freiburg e. V.) war ein deutscher Sportverein aus der schlesischen Stadt Freiburg (heute Świebodzice, Polen). 

## Geschichte
Der Verein wurde 1911 als SV Silesia Freiburg gegründet und gehörte dem Südostdeutschen Fußball-Verband an. 1929 wurde der Verein Bergland-Meister. Aus unbekannten Gründen verzichtete der SV Silesia Freiburg auf die Teilnahme an der Südostdeutschen Meisterschaft. Für ihn rückte der Vizemeister von Bergland SV Preußen Glatz nach.
1933 verpasste der SV Silesia Freiburg die Qualifikation für die neu eingeführte Gauliga Schlesien und spielte in der Saison 1933/34 in der zweitklassigen Bezirksliga Mittelschlesien, bei der der Verein nur den vorletzten Platz erreichte und somit in die Kreisklasse Waldenburg abstieg. 1934/35 und 1936/37 nahm Freiberg als Sieger der Kreisklasse an den Aufstiegsspielen zur Bezirksliga Mittelschlesien teil, konnte sich aber nicht durchsetzen.
Nachdem der Sportgau Schlesien 1941 in Nieder- und Oberschlesien eingeteilt wurde, hatte dies auch Auswirkungen auf die unteren Ligen, so dass Freiburg ab der Saison 1941/42 in der zweitklassigen 1. Klasse Niederschlesien antreten durfte. Da diese kriegsbedingt nach der Saison 1942/43 aufgelöst wurde, und alle noch spielfähigen Mannschaften in die Gauliga Niederschlesien übernommen wurden, stieg auch Silesia Freiburg auf und erreichte in deren letzten Saison in der Gruppe Bergland den dritten Tabellenplatz. Ein Spielbetrieb in der Saison 1944/45 ist nicht überliefert. 
Nach Ende des Zweiten Weltkrieges wurde die Stadt Freiburg polnisch und der Verein SV Silesia Freiburg wurde aufgelöst.

## Erfolge
- 1× Bergland Meister: 1929